# Inselbahn

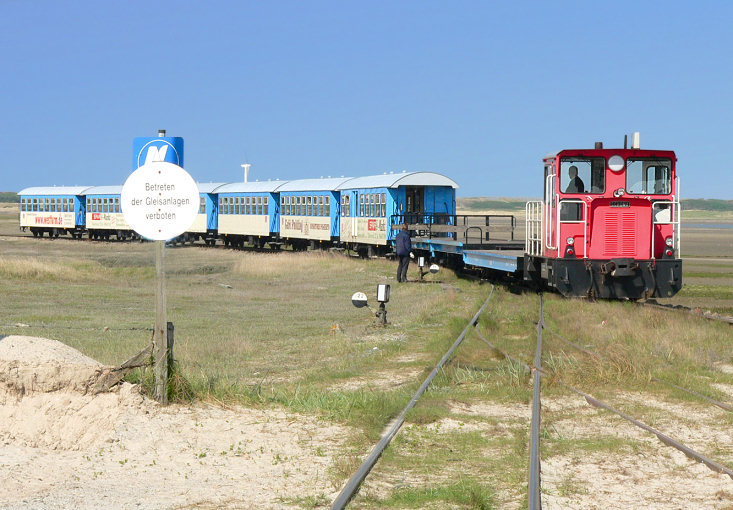
Zug der Inselbahn Wangerooge in der Einfahrt zum Westanleger

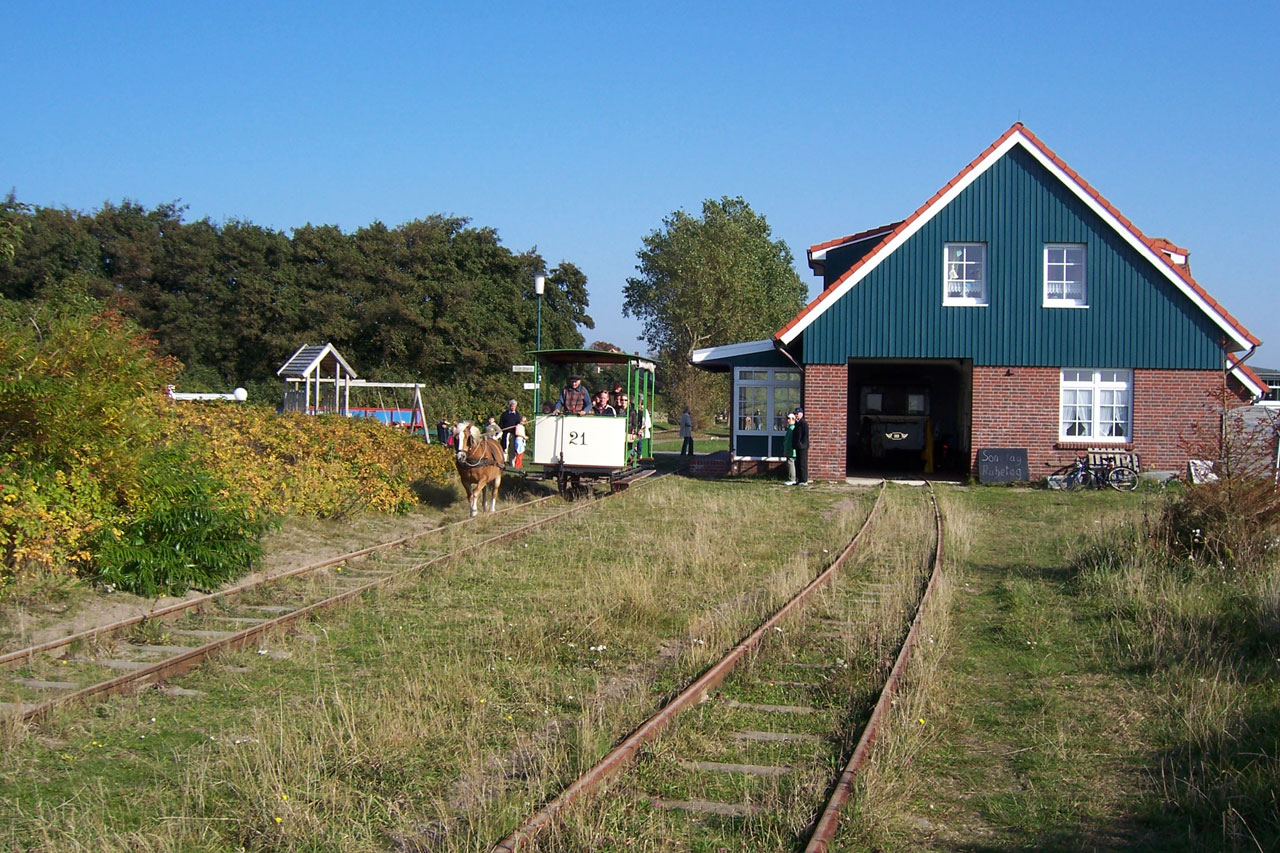
Die Museumspferdebahn auf Spiekeroog am neuen Ortsbahnhof

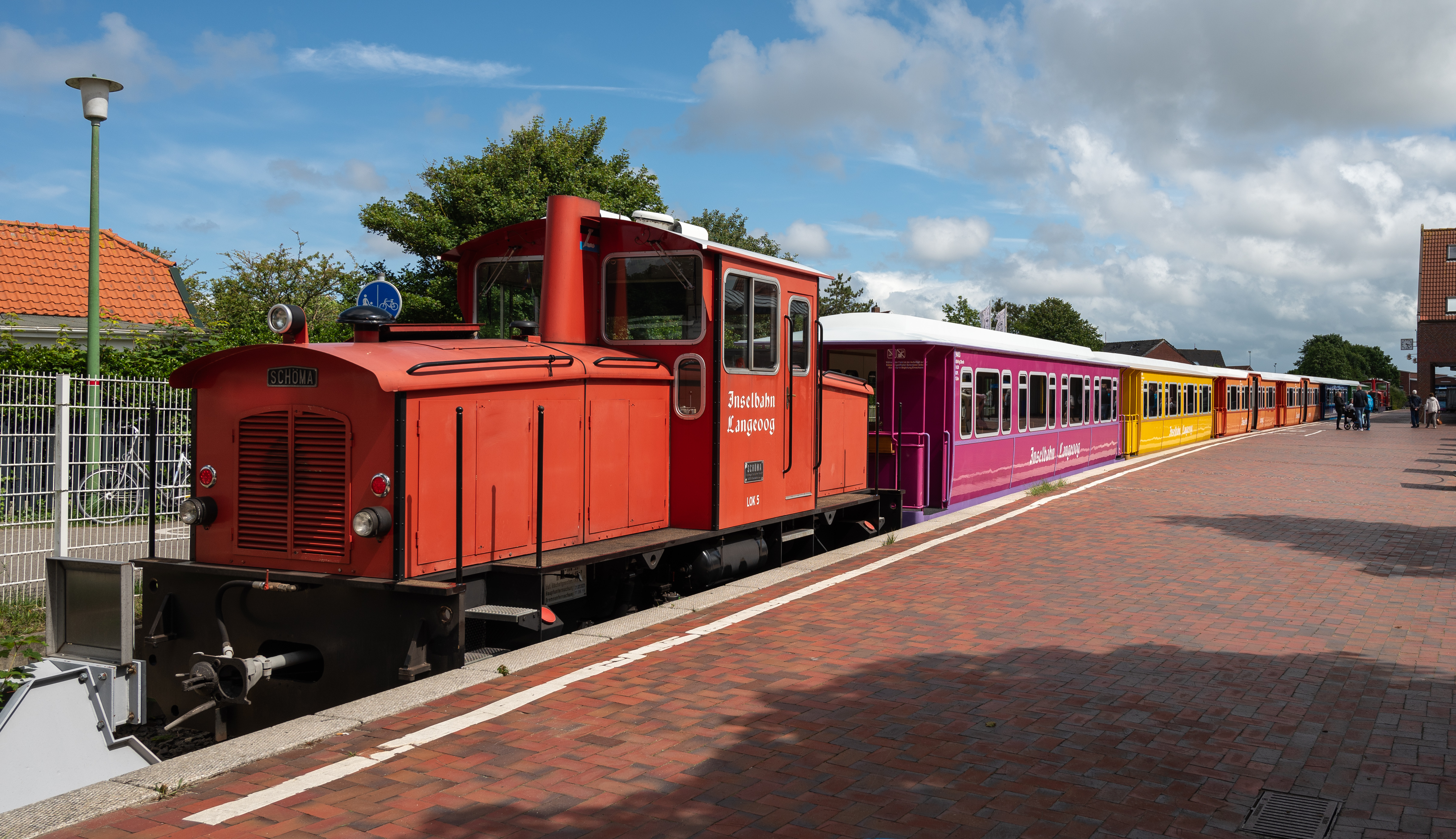
Sandwich-Wendezug der Inselbahn Langeoog am Ortsbahnhof

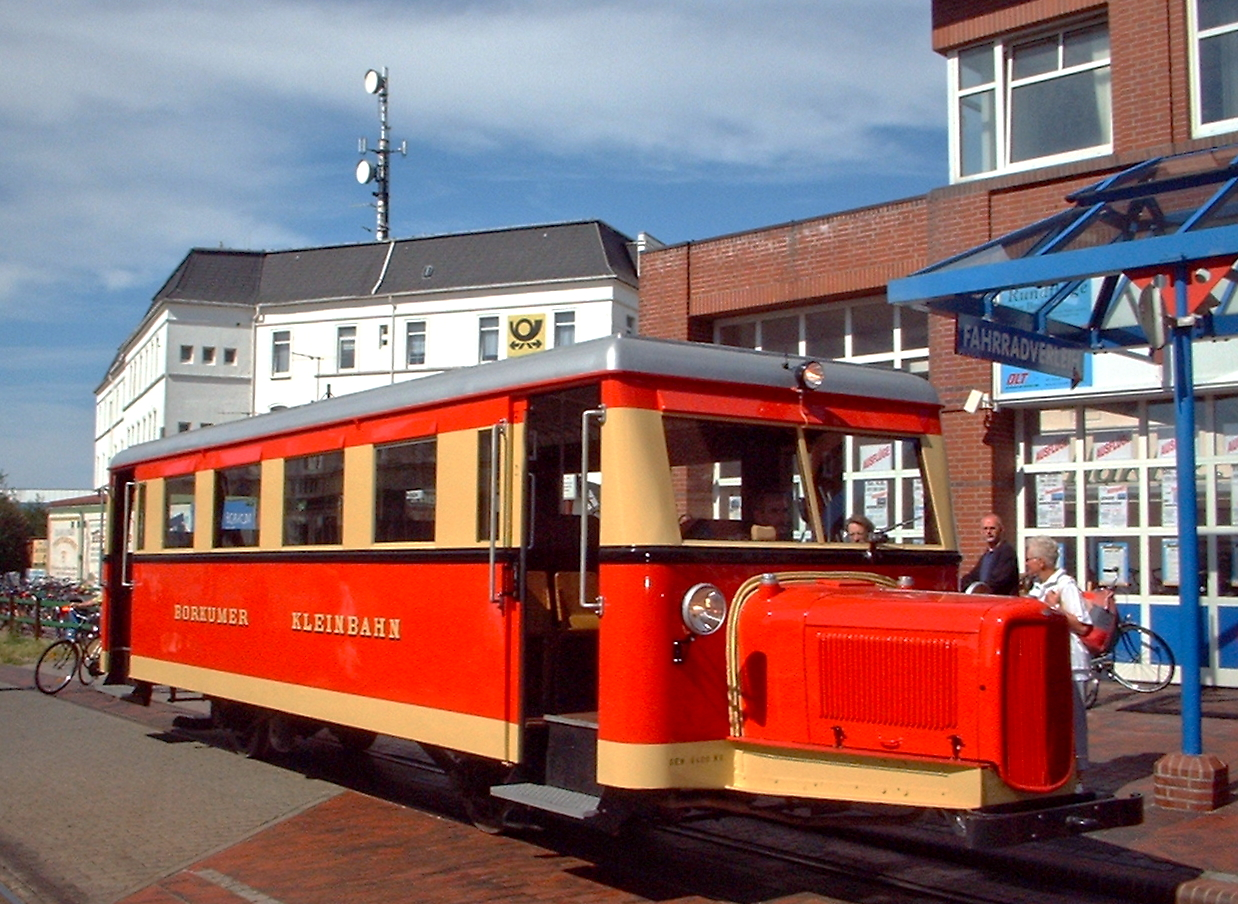
Wismarer Schienenbus T1 der Borkumer Kleinbahn vor dem Ortsbahnhof Borkum

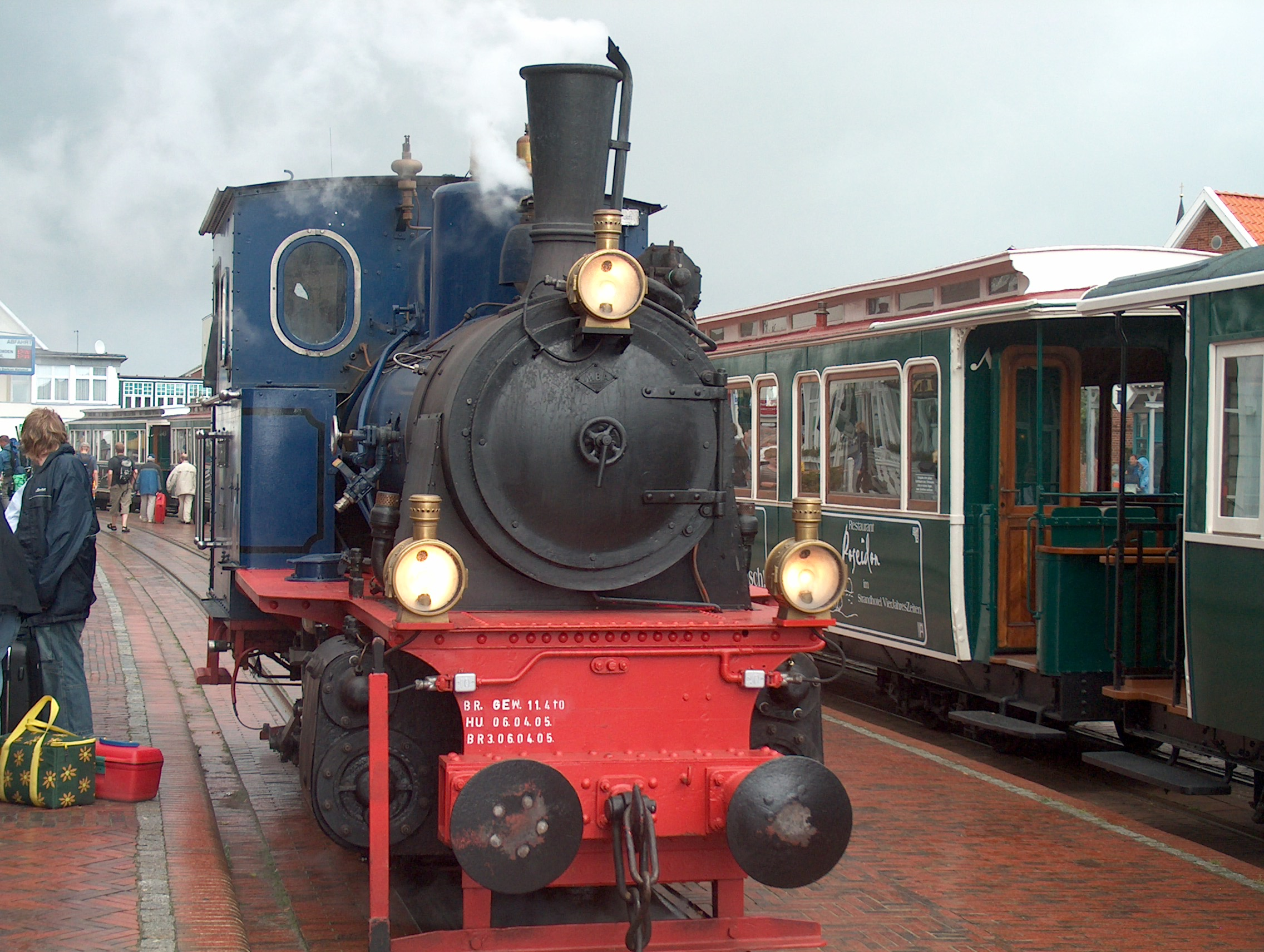
Dampflok Borkum III (Ex Dollart) für Nostalgie-Dampfbetrieb im Borkumer Bahnhof (Juli 2005)

Eine Inselbahn ist eine Eisenbahn (meistens Schmalspurbahn), welche kleinere Inseln erschließt. Naturgemäß haben Inselbahnen keinen Anschluss an das Eisenbahnnetz auf dem Festland. Vollbahnen auf Inseln (z. B. die Vogelfluglinie auf Fehmarn, die Usedomer Bäderbahn auf Usedom oder die Haupteisenbahnstrecke auf Rügen -jeweils mit Abzweigen-) werden normalerweise nicht zu den Inselbahnen gerechnet. Der Begriff Inselbetrieb hat sich für Eisenbahnen eingebürgert, die nicht zwangsläufig auf einer Insel liegen, aber keine Verbindung zu anderen Strecken besitzen, also nur betriebsbedingt eine Insel bilden.

## Beschreibung
Die ersten Inselbahnen im damaligen Deutschen Reich wurden gegen Ende des 19. Jahrhunderts gebaut, als auf den kleineren ostfriesischen Inseln in der Deutschen Bucht und an der Ostsee der Bedarf nach Personen- als auch Güterbeförderung aufkam. Die Bahnen entstanden in fast allen Fällen als Schmalspurbahnen, die bis auf ganz wenige Ausnahmen keinen Anschluss an das reguläre Eisenbahnnetz auf dem Festland besaßen.
Wurden die ersten Strecken noch allein für den Personenverkehr angelegt, so kamen schnell auch neue für gemischten Verkehr beziehungsweise ausschließlichen Güterverkehr auf. Etwas später entstanden auch die ersten nur für Küstenschutz-Arbeiten vorgesehenen Bahnen. Die Inselbahnen leisteten dabei einen wichtigen Beitrag zur wirtschaftlichen Entwicklung der deutschen Inseln, da diese vor Ort lange Zeit das einzige brauchbare Verkehrsmittel darstellten.
Die älteste Inselbahn Deutschlands ist die 1879 als Pferdebahn eröffnete Borkumer Kleinbahn (Spurweite 900 mm), welche sich bis heute ununterbrochen in Betrieb befindet. Seit etwa 1981 gewann diese aufgrund des zunehmenden Tourismus wieder an Bedeutung und besitzt heute zahlreiche historische und moderne Fahrzeuge, während die meisten anderen Inselbahnen – darunter auch bedeutende wie die Sylter Inselbahn (1888–1970) – längst wieder eingestellt wurden.
Bis auf eine temporäre Ausnahme verkehrten auf den Inselbahnen grundsätzlich Züge mit Dampflokomotiven bzw. später mit Diesellokomotiven oder Dieseltriebwagen (eine frühe Ausnahme war die meterspurige Inselbahn Juist mit Benzinlokomotiven). Als einzige war die Amrumer Inselbahn (Spurweite 900 mm) von 1909 bis 1910 mit 700 V Gleichstrom elektrifiziert und wurde mit straßenbahnähnlichen zweiachsigen Elektrotriebwagen mit offenen Führerständen betrieben, bis in letzterem Jahr ein Brand im Elektrizitätswerk die Einstellung erzwang und die bis dahin völlig heruntergekommenen Dampfloks wieder reaktiviert werden mussten.
Vor allem während der Zeit des Ersten und Zweiten Weltkriegs gab es auf vielen Inseln zusätzlich zu den regulären Inselbahnen für den Personen- und/oder Güterverkehr noch Feldbahnen, die nur militärischen Zwecken dienten (Militärbahnen). Auf Norderney und Helgoland waren die errichteten Inselbahnen ausschließlich Militärbahnen, wobei die in einem Tunnel verlaufende meterspurige Schienenseilbahn auf letzterer Insel eine Besonderheit darstellte. Diese Bahnen verloren nach dem Zweiten Weltkrieg ihre Existenzberechtigung und wurden auf Anordnung der damaligen britischen Besatzungsmacht bis 1947 wieder abgebaut.
Außerdem gab es auch einige kleine Inselbahnen, die ausschließlich dem Küstenschutz beziehungsweise dem Materialtransport dienten und niemals Fahrgäste beförderten. Eine besteht auch heute noch, die Küstenschutzbahn Minsener Oog (eröffnet um 1925, Spurweite 600 mm), die jedoch nicht öffentlich zugänglich ist, da ihre Strecke durch ein Naturschutzgebiet für Seevögel führt (Nationalpark Niedersächsisches Wattenmeer). Andere derartige Bahnen wie die Küstenschutzbahn Neuwerk (1962–1985, Spurweite 600 mm) oder die Inselbahn Helmsand (1930–1985, Spurweite 600 mm) sind längst aufgegeben.
Eine weitere Besonderheit stellen die schmalspurigen Halligbahnen dar, welche über angelegte Dämme, die bei Flut meistens überspült werden, eine Verbindung zum Festland herstellen. Diese Bahnen dienen vor allem dem Materialtransport, im Falle der Halligbahn Dagebüll–Oland–Langeneß (eröffnet 1927, Spurweite 900 mm) verkehren jedoch auch private motorbetriebene Loren und Draisinen. Die Halligbahn Lüttmoorsiel–Nordstrandischmoor (eröffnet 1934, Spurweite 600 mm), eine Lorenbahn, bei der neben privaten Loren und Draisinen auch kleine Diesellokomotiven und Güterwagen verkehren, dient ebenfalls außer dem Materialtransport bzw. der Versorgung der Halliginsel dem privaten Verkehr.
Einen Sonderfall stellt heute die Spiekerooger Inselbahn (Spurweite 1000 mm – Meterspur) dar, die seit 1981 nach der Einstellung des regulären Verkehrs mit Zügen und Triebwagen auf einer Teilstrecke als Museumspferdebahn betrieben wird. Diese wurde im Jahr 1885 als Pferdebahn eröffnet und war auch die letzte Pferdebahn in Deutschland, die bis 1949 als solche betrieben und anschließend auf teilweise neuer Trasse auf motorbetriebene Fahrzeuge umgestellt wurde. Diese Museumspferdebahn, bislang die einzige ihrer Art in Deutschland, wird nach aller Voraussicht erhalten bleiben und könnte nach einer grundlegenden Instandsetzung der Gleisanlagen später eventuell noch erweitert werden, unter Umständen wieder gemäß ihrem gesamten alten Streckenverlauf mit Ortsdurchfahrt.
Heute sind die Borkumer Kleinbahn (Spurweite 900 mm), die Inselbahn Langeoog (Spurweite 1000 mm) und die Wangerooger Inselbahn (Spurweite 1000 mm) die Hauptverkehrsmittel der genannten Inseln und haben große Bedeutung für den Tourismus. Die Anlagen, Trassen und Fahrzeuge befinden sich bei allen dreien in gutem Zustand und die drei Bahnen erfreuen sich weiterhin stabiler und rentabler Fahrgastzahlen.

## Inselbahnen in Deutschland

### Inselbahnen in Betrieb
In Deutschland gibt es derzeit folgende Inselbahnen:
Nordseeinseln (öffentlicher Verkehr)
- Borkum: Borkumer Kleinbahn (eröffnet 1879 als Pferdebahn, Spurweite 900 mm, nur noch Personenverkehr)
- Langeoog: Inselbahn Langeoog (eröffnet 1901 als Pferdebahn, Spurweite 1000 mm, nur noch Personenverkehr)
- Wangerooge: Wangerooger Inselbahn (eröffnet 1890, von SIW[1] der DB Fernverkehr AG betrieben, Spurweite 1000 mm, Personen- und Güterverkehr)
- Spiekeroog: Spiekerooger Inselbahn (eröffnet 1885 als Pferdebahn, Spurweite 1000 mm, seit 1981 Museumspferdebahnbetrieb)

Halliganschlüsse (nicht öffentlicher Verkehr)
- Minsener Oog: Küstenschutzbahn Minsener Oog (Lorenbahn für leichten Güterverkehr, eröffnet um 1925, Spurweite 600 mm)
- Hallig Oland und Hallig Langeneß: Halligbahn Dagebüll–Oland–Langeneß (Lorenbahn, eröffnet 1927, Spurweite 900 mm)
- Hallig Nordstrandischmoor: Halligbahn Lüttmoorsiel–Nordstrandischmoor (Lorenbahn, eröffnet 1934, Spurweite 600 mm)

Ostseeinseln
- Kirr: Inselbahn Kirr (Feldbahn für Gepäcktransport, Spurweite 600 mm)

### Ehemalige Inselbahnen
Früher besaßen außerdem noch folgende Inseln in Deutschland Inselbahnen (von West nach Ost):
Nordseeinseln
- Juist: Inselbahn Juist (1898–1982, erste motorbetriebene Inselbahn Deutschlands 1899, Spurweite 1000 mm)
- Norderney: Marinebahn Norderney (nur Militärverkehr 1913–1947; Spurweite 1435 mm, Bahnhof Stelldichein  erhalten)
- Baltrum: Inselbahn Baltrum (1949–1985, nur Güterverkehr, Spurweite 600 mm)
- Amrum: Amrumer Inselbahn (1893–1939, Spurweite 900 mm)
- Helgoland: Militärbahnen Helgoland (nur Militärverkehr 1891–1922/1934–1947, Spurweiten 600 mm (Feldbahn) und 1000 mm (Kabelbahn))
- Neuwerk: Küstenschutzbahn Neuwerk (1962–1985, Spurweite 600 mm)
- Helmsand: Inselbahn Helmsand (1930–1985, Lorenbahn, Spurweite 600 mm)
- Sylt: Sylter Inselbahn (1888–1970, Spurweite 1000 mm, Spurweiten 1435 mm und 600 mm)

Ostseeinseln
- Fehmarn: Inselbahn Fehmarn (1905–1994, ab 1984 nur Güterverkehr, Spurweiten 1435 mm und 600 mm)

## Inselbahnen anderer Länder

### Aruba (Königreich der Niederlande)
- Straßenbahn Oranjestad

### Australien
- Eisenbahn in Tasmanien

### Barbados
- Barbados Railway bis 1937
- St. Nicholas Abbey Heritage Railway

### China
- Eisenbahn auf Hainan
- Hong Kong Island – Straßenbahn Hongkong

### Dänemark
- Inselbahn Röm bis 1940
- Bornholm – siehe De Bornholmske Jernbaner bis 1968

### Frankreich
- Chemins de fer de la Corse
- Chemin de fer de l'Ile de Ré bis 1947
- Chemin de fer de l'Ile d'Oléron bis 1935
- Französische Überseegebiete
  - Réunion – Schienenverkehr auf Réunion bis 1976
  - Neukaledonien
    - Bahnstrecke Nouméa–Païta bis 1939

### Großbritannien
- Alderney – Alderney Railway
- Guernsey Railway
- Jersey Railway
- Jersey Eastern Railway
- Isle of Man
  - Isle of Man Steam Railway
  - Manx Electric Railway
  - Snaefell Mountain Railway
  - Douglas Horse Tram
  - Groudle Glen Railway
- Isle of Mull – Isle of Mull Railway
- Isle of Wight
  - Island Line
  - Isle of Wight Steam Railway
- Britische Überseegebiete
  - Bermuda – Bermuda Railway bis 1948

### Indonesien
- Schienenverkehr in Indonesien

### Italien
- Sardische Eisenbahnen
- Sizilianischer Schienenverkehr

### Irland
- Schienenverkehr auf Irland

### Island
- Isländischer Schienenverkehr

### Jamaica
- Eisenbahnen auf Jamaika bis 2012

### Japan
- Schienenverkehr in Japan

### Kanada
- Eisenbahnen auf Neufundland bis 1988

### Kuba
- Schienenverkehr auf Kuba

### Madagaskar
- Schienenverkehr in Madagaskar

### Malaysia
- Penang-Bergbahn
- Sabah-Eisenbahn

### Malta
- Bahnstrecke Valletta–Mdina bis 1931
- Straßenbahn auf Malta bis 1929

### Neuseeland
- Schienenverkehr in Neuseeland

### Philippinen
- Philippine National Railways

### Portugal
- São Miguel (Azoren) – Hafenbahn von Ponta Delgada bis 1973
- Madeira – Caminho de Ferro do Monte bis 1943

### Schweden
- Eisenbahnen auf Gotland
- Öland: Bahnstrecke Borgholm–Böda

### Spanien
- Gran Canaria – El tranvía al Puerto bis 1937
- Mallorca
  - Ferrocarril de Sóller
  - Tranvía de Sóller
  - Serveis Ferroviaris de Mallorca
  - Metro de Palma
- Teneriffa – Straßenbahn Teneriffa

### Sri Lanka
- Sri Lanka Railways

### St. Kitts und Nevis
- St. Kitts – St. Kitts Scenic Railway

### Taiwan
- Schienenverkehr auf Taiwan

### USA
- Martha’s Vineyard – Martha’s Vineyard Railroad bis 1896
- Maui
  - Kahului Railroad bis 1966
  - Lahaina, Kaanapali and Pacific Railroad
- Nantucket – Nantucket Central Railroad bis 1917
- Staten Island – Staten Island Railway